# Рада Ђуричин
Радојка Рада Ђуричин (Вршац, 31. мај 1934 — Београд, 4. септембар 2024) била је српска глумица.

## Биографија
Рођена је у Вршцу од оца Маринка, православног свештеника, и мајке Милеве.
Дипломирала је 1958. године на Факултету драмских уметности, на класи са Николом Симићем, Ружицом Сокић и Батом Живојиновићем и 1961. године на Филозофском факултету у Београду српски језик и књижевност.
Дебитовала је на сцени Народног позоришта у Београду 1958. године главном улогом у представи Дневник Ане Франк. Члан је ансамбла ЈДП-а од 1959. године.
Била је удата за др Драгослава Поповића, некадашњег професора нуклеарне физике на Електротехничком факултету у Београду, са којим је имала сина Радана Поповића, филмског сниматеља.
Преминула је 4. септембра 2024. године у својој 91. години живота у Београду. Сахрањена је у родном Вршцу.

## Награде
- Златна медаља за заслуге поводом Дана државности Републике Србије, 2017. године[3]
- Златни ћуран за животно дело на фестивалу Дани комедије у Јагодини 2014. године
- Нушићева награда за животно дело глумцу комичару 2019. године
- Вукова награда за нарочите резултате остварене у стваралачком раду на ширењу културе, образовања и науке у Републици Србији и на свесрпском културном простору, 2007. године
- На отварању Легата Ивана БекјареваСтатуета Ћуран за улогу у представи Вуци и овце на фестивалу Дани комедије у Јагодини 1975. године

## Филмографија
| Год.       | Назив                                                    | Улога                          |
| ---------- | -------------------------------------------------------- | ------------------------------ |
| 1950.-те   |                                                          |                                |
| 1959.      | Осма врата                                               | Зена у црнини                  |
| 1959.      | Дневник Ане Франк                                        |                                |
| 1960.-те   |                                                          |                                |
| 1960.      | Екс Гертруде Шулц                                        |                                |
| 1960.      | Рођендан у студију                                       |                                |
| 1963.      | Детелина са три листа                                    |                                |
| 1965.      | Оно море                                                 |                                |
| 1965.      | Дактилографи (ТВ)                                        | Силвија                        |
| 1965.      | Дани искушења                                            | Неда Христова                  |
| 1967.      | Никад се не зна                                          |                                |
| 1967.      | Хонорарни краљ (кратки филм)                             |                                |
| 1967.      | Браћа и сестре (ТВ)                                      | сестра Агнес                   |
| 1967.      | Двадесетпети сат                                         | Јулишка                        |
| 1967.      | Летови који се памте                                     |                                |
| 1967.      | Бомба у 10 и 10                                          | Пија                           |
| 1968.      | Стан                                                     | Она                            |
| 1968.      | Наши синови                                              |                                |
| 1968.      | Унакрсна ватра                                           |                                |
| 1968.      | Слепи миш (ТВ)                                           | Алексова девојка               |
| 1968.      | Опатица и комесар                                        | Сестра Луција                  |
| 1969.      | Голубовићи                                               |                                |
| 1969.      | Обична прича                                             |                                |
| 1969.      | Фрак из Абације                                          |                                |
| 1969.      | Чудесан свет Хораса Форда                                |                                |
| 1970.-те   |                                                          |                                |
| 1970.      | Десет заповести                                          | Снеска, Бокчетова кћи          |
| 1970.      | The Twelve Chairs                                        |                                |
| 1972.      | Село без сељака (ТВ серија)                              |                                |
| 1972.      | Смех са сцене: Југословенско драмско позориште           |                                |
| 1972.      | Злочин и казна                                           | Авдотја Романовна Раскољникова |
| 1972.      | Буба у уху                                               | Рејмонд Сандебиз               |
| 1974.      | Парлог                                                   |                                |
| 1975.      | Сунце те чува                                            |                                |
| 1976.      | Част ми је позвати вас                                   | Рада                           |
| 1976.      | Похвала свету                                            |                                |
| 1976.      | Вуци и овце                                              |                                |
| 1977.      | Васа Железнова                                           |                                |
| 1977.      | Како упокојити вампира                                   | Ваља                           |
| 1978.      | Једини дан (ТВ серија)                                   |                                |
| 1980.-те   |                                                          |                                |
| 1980.      | Врућ ветар                                               | судија                         |
| 1982.      | Мачор на усијаном лименом крову                          | Пајина бивша жена              |
| 1983.      | Мајка Вукосава пише говор                                | Вукосава, мајка                |
| 1985.      | Крај викенда                                             |                                |
| 1986.      | Неозбиљни Бранислав Нушић                                | тужилац                        |
| 1987.      | И то се зове срећа                                       | Вера                           |
| 1988.      | Роман о Лондону (серија)                                 | Патриша Крилов                 |
| 1988.      | The Fortunate Pilgrim                                    | Тереза                         |
| 1989.      | Искушавање ђавола                                        | Јелкина мајка                  |
| 1989.      | Најбољи                                                  | Мејрина мајка                  |
| 1989.      | Bunker Palace Hôtel                                      |                                |
| 1990.-те   |                                                          |                                |
| 1990.      | Јастук гроба мог                                         |                                |
| 1990.      | Разговор на оном свету између Макијавелија и Монтескејеа | Николо Макијавели              |
| 1996.      | Госпођа Колонтај                                         | Александра Михаиловна Колонтај |
| 1997.      | Кабаре 011                                               |                                |
| 1997.      | Балканска правила                                        | монахиња                       |
| 1999.      | Десанка                                                  | Десанка Максимовић             |
| 2000.-те   |                                                          |                                |
| 2001.      | Буди фин                                                 |                                |
| 2004.      | Јесен стиже, дуњо моја                                   | Савина мајка                   |
| 2005.      | Идеалне везе                                             | госпођа Казимировић            |
| 2006.      | Синовци                                                  | Вукашинова мајка               |
| 2007.      | Коњи врани                                               |                                |
| 2007.      | Наша мала клиника                                        |                                |
| 2007-2008. | Вратиће се роде                                          | Маринина мајка                 |
| 2008.      | Село гори, а баба се чешља (ТВ серија)                   | Живка                          |
| 2009.      | Хитна помоћ                                              |                                |
| 2009.      | Горки плодови                                            |                                |
| 2009.      | Заувек млад (ТВ серија)                                  | Иванина тетка                  |
| 2009.      | Село гори... и тако                                      | Живка                          |
| 2009.      | Јесен стиже, дуњо моја (ТВ серија)                       | Савина мајка                   |
| 2010.-те   |                                                          |                                |
| 2010.      | Жена са сломљеним носем                                  | Драгица                        |
| 2008-2010. | Село гори, а баба се чешља (ТВ серија)                   | Живка                          |
| 2011.      | Мирис кише на Балкану (ТВ серија)                        | Настојница зграде              |
| 2016.      | Име: Добрица, презиме: непознато                         | Мила                           |
| 2017.      | Повратак                                                 | Славица                        |
| 2018.      | Војна академија                                          | Ружица                         |
| 2018.      | Пет                                                      | Марта, Симина жена             |
| 2019.      | Жмурке                                                   | Ангелина                       |
| 2020.-те   |                                                          |                                |
| 2021.      | Пролећна песма                                           | Бака                           |
| 2022.      | Тајне винове лозе                                        | Гордана Недељковић             |
| 2022.      | Радио Милева                                             | тетка Бања                     |